# Shaka Zulu (miniserie)
Shaka Zulu es una miniserie de televisión de Sudáfrica, hecha en 1986, dirigida por William C. Faure y escrita por Joshua Sinclair de la South African Broadcasting Corporation (SABC). Se basa en la historia de Shaka Zulu, rey de la nación zulú entre 1816 y 1828, y en los escritos de comerciantes británicos que lo conocieron; Harmony Gold USA financió y distribuyó parcialmente la serie a pesar de las sanciones económicas contra el régimen del apartheid vigente en ese momento en Sudáfrica. La serie se filmó en la provincia de Natal y consta de diez episodios de aproximadamente 50 minutos de duración cada uno y está basada en la novela homónima de Joshua Sinclair.

## Reparto
- Henry Cele - Shaka Zulu
- Edward Fox - Teniente Francis Farewell
- Robert Powell - Dr. Henry Fynn
- Trevor Howard - Lord Charles Henry Somerset
- Fiona Fullerton - Elizabeth Farewell
- Christopher Lee - Lord Bathurst
- Dudu Mkhize - Nandi madre de Sahka
- Roy Dotrice - Rey Jorge IV
- Gordon Jackson - Prof. Bramston
- Kenneth Griffith - Zacharias Abrahams
- Conrad Magwaza - Senzagakona
- Patrick Ndlovu - Mudli
- Roland Mqwebu - Ngomane
- Gugu Nxumalo - Mkabayi
- Tu Nokwe - Pampata
- Daphney Hlomuka - Reina Ntombazi